# HD 141472
HD 141472，又名BD+55 1777，SAO 29655、HR 5878，是一颗恒星，视星等为5.92，位于銀經87.27，銀緯47.72，其B1900.0坐标为赤經15h 44m 11.5s，赤緯+55° 47.72′ 52″。